# Richard Rogers
Richard Rogers, właśc. Richard George Rogers, baron Rogers of Riverside (ur. 23 lipca 1933 we Florencji, zm. 18 grudnia 2021 w Londynie) – brytyjski architekt późnego modernizmu i high-tech, czwarty brytyjski laureat Nagrody Pritzkera.

## Życiorys
Studiował na Architectural Association School w Londynie, a następnie aż do uzyskania dyplomu w 1962 na Uniwersytecie Yale (w New Haven) u Serge’a Chermayeffa. W 1963, wraz z ówczesną żoną Su oraz małżeństwem Wendy i Normanem Fosterami (kolegami ze studiów w New Haven) założył biuro Team 4, które zrealizowało Reliance Control Factory w Swindon (1967). W tym samym roku był przedstawicielem brytyjskich architektów na Biennale w Paryżu.
W 1967 biuro Team 4 zakończyło działalność, w 1969 Rogers rozpoczął współpracę z włoskim architektem Renzo Piano. Największym osiągnięciem ich wspólnej pracowni była wygrana w konkursie (1971), a następnie realizacja Centre Pompidou. W 1976 Rogers zrezygnował z dalszej współpracy z Piano, a rok później założył własną pracownię Richard Rogers Partnership, istniejącą obecnie (2007) pod nazwą Rogers Stirk Harbour + Partners, posiadającą oddziały w Londynie, Barcelonie, Madrycie i Tokio.
Styl architektury Rogersa charakteryzuje się demonstracyjnym używaniem elementów high-tech, niejednokrotnie przejętych z innych dziedzin techniki, na przykład okrętownictwa, przemysłu samochodowego lub komputerowego. Jednocześnie duże znaczenie dla Rogersa ma ekologiczny aspekt architektury.

## Nagrody
- 1991: tytuł szlachecki od królowej Elżbiety II
- 1996: tytuł dożywotniego barona i nazwisko Lord Rogers of Riverside
- 1985: złoty medal Królewskiego Instytutu Architektów Brytyjskich
- 1986: Legia Honorowa
- 2000: Praemium Imperiale Prize for Architecture
- 2006: Nagroda Stirlinga (upamiętniająca Jamesa Stirlinga), przyznana przez Królewski Instytut Architektów Brytyjskich

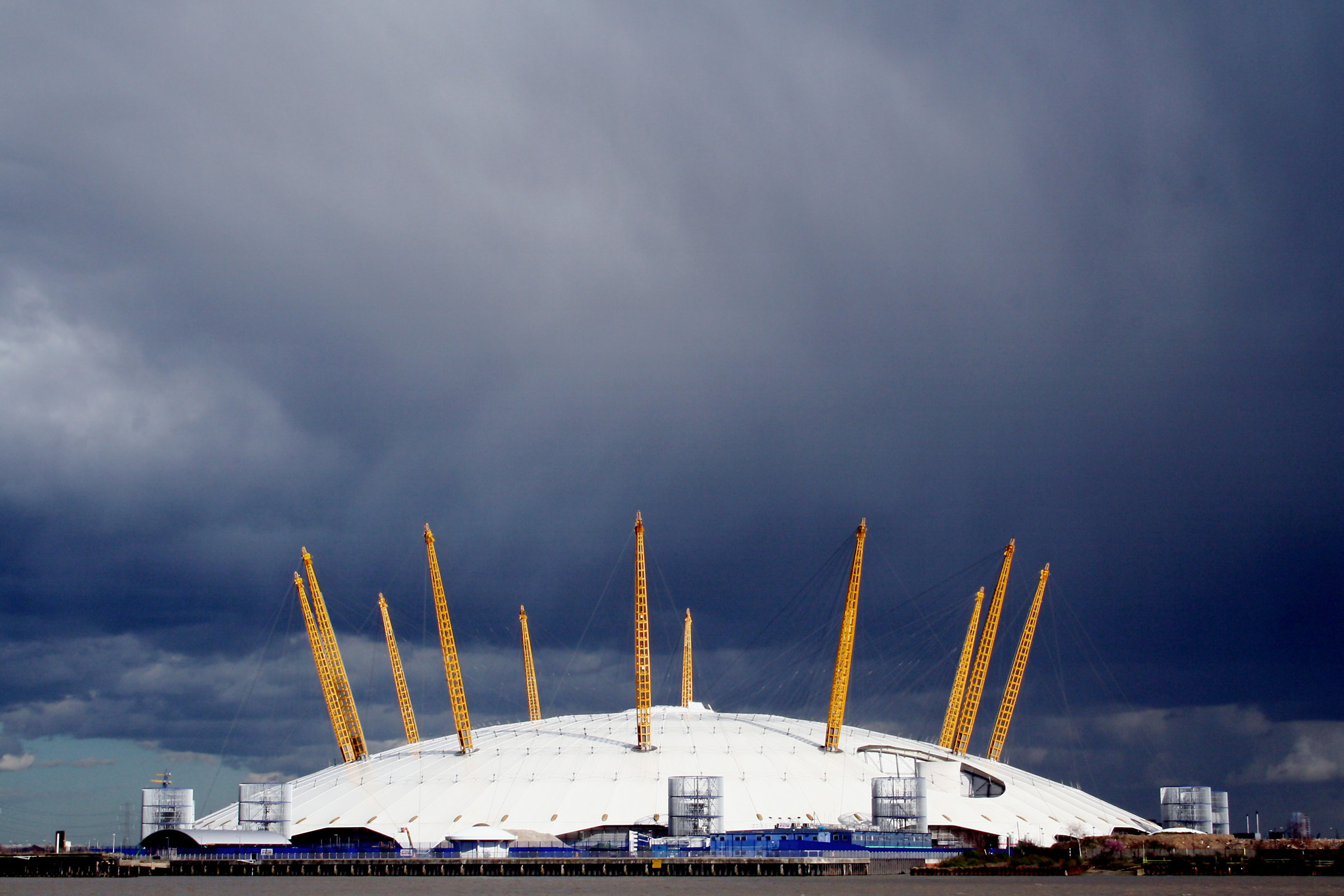
Millennium Dome w Londynie

- 2007: Nagroda Pritzkera

## Dzieła
- dom i pracownia Humphreya Spendera koło Maldon – szklana prostopadłościenna bryła o konstrukcji z dwuteowników
- Centre Georges Pompidou w Paryżu, 1971–1977 (we współpracy z Renzo Piano)
- Lloyd’s building w Londynie, 1978–1986
- Europejski Trybunał Praw Człowieka w Strasburgu, 1989–1995
- terminal 5 na lotnisku Heathrow w Londynie, 1989–2008
- biurowiec Channel 4 w Londynie, 1990–1994
- Tribunal de Grande Instance w Bordeaux, 1992–1998
- biurowiec Daimler Chrysler przy placu Poczdamskim w Berlinie, 1993–1999
- Millennium Dome w Londynie, 1997–1999
- lotnisko Barajas w Madrycie, 1997–2005
- The O2 w Londynie, 1999–2000
- Paddington Waterside w Londynie, 1999–2004